# KrISS-feed
KrISS feed est un agrégateur de flux RSS qui cherche à se conformer au principe KISS. Il se présente sous la forme d'une application web libre à installer sur son serveur auto-hébergé, sur un serveur dédié ou encore sur un hébergement mutualisé.

## Objectifs
Au départ du logiciel, le développeur avait pour objectif de pouvoir consulter ses flux autrement qu'au moyen des logiciels déjà existants. Le but était également de concevoir un logiciel à la fois utile et simple d'utilisation. Enfin, le logiciel devait permettre une navigation au clavier.

## Caractéristiques

### Prérequis
Pour installer KrISS feed, il est nécessaire d'avoir accès à un serveur Web, sur lequel est installé PHP 5.2 au minimum.

### KISS
KrISS-feed consiste en un seul fichier PHP (index.php) et ne nécessite aucune base de données pour son fonctionnement. Il n'implémente pas de fonctionnalité plus complexe que la lecture de flux RSS. Il est donc très simple à installer et à mettre à jour.

### Fonctionnalités
KrISS feed permet l'importation et exportation de fichier OPML. Il crée même quotidiennement un export des flux RSS sous forme de fichier OPML. Le design s'adapte à la taille des écrans mobiles. Il est possible de configurer le logiciel pour qu'il soit privé (accessible uniquement au propriétaire), protégé (accessible à tout le monde, mais seul le propriétaire peut apporter des modifications) ou le rendre totalement public (hormis la partie administration).

### Mise à jour des flux
La mise à jour des flux peut se faire automatiquement, soit avec Javascript, soit avec une tâche cron. Elle peut également se faire manuellement.

## Licence
Sur la page du projet, la licence est indiquée comme suit : "Copyleft (ɔ) - Tontof". Une discussion a existé entre le développeur et certains utilisateurs qui jugeaient que la licence n'était pas explicitement libre. Depuis, la mention de licence du projet rappelle les quatre libertés du logiciel libre.